# Liodessus affinis
Liodessus affinis är en skalbaggsart som först beskrevs av Thomas Say 1823.  Liodessus affinis ingår i släktet Liodessus och familjen dykare. Inga underarter finns listade i Catalogue of Life.